# Aro valley
 (février 2025).
La mise en forme du texte ne suit pas les recommandations de Wikipédia : il faut le « wikifier ».
Les points d'amélioration suivants sont les cas les plus fréquents. Le détail des points à revoir est peut-être précisé sur la page de discussion.
- Les titres sont pré-formatés par le logiciel. Ils ne sont ni en capitales, ni en gras.
- Le texte ne doit pas être écrit en capitales (les noms de famille non plus), ni en gras, ni en italique, ni en « petit »…
- Le gras n'est utilisé que pour surligner le titre de l'article dans l'introduction, une seule fois.
- L'italique est rarement utilisé : mots en langue étrangère, titres d'œuvres, noms de bateaux, etc.
- Les citations ne sont pas en italique mais en corps de texte normal. Elles sont entourées par des guillemets français : « et ».
- Les listes à puces sont à éviter, des paragraphes rédigés étant largement préférés. Les tableaux sont à réserver à la présentation de données structurées (résultats, etc.).
- Les appels de note de bas de page (petits chiffres en exposant, introduits par l'outil «  Source ») sont à placer entre la fin de phrase et le point final[comme ça].
- Les liens internes (vers d'autres articles de Wikipédia) sont à choisir avec parcimonie. Créez des liens vers des articles approfondissant le sujet. Les termes génériques sans rapport avec le sujet sont à éviter, ainsi que les répétitions de liens vers un même terme.
- Les liens externes sont à placer uniquement dans une section « Liens externes », à la fin de l'article. Ces liens sont à choisir avec parcimonie suivant les règles définies. Si un lien sert de source à l'article, son insertion dans le texte est à faire par les notes de bas de page.
- La présentation des références doit suivre les conventions bibliographiques. Il est recommandé d'utiliser les modèles {{Ouvrage}}, {{Chapitre}}, {{Article}}, {{Lien web}} et/ou {{Bibliographie}}. Le mode d'édition visuel peut mettre en forme automatiquement les références.
- Insérer une infobox (cadre d'informations à droite) n'est pas obligatoire pour parachever la mise en page.

Pour une aide détaillée, merci de consulter Aide:Wikification.
Si vous pensez que ces points ont été résolus, vous pouvez retirer ce bandeau et améliorer la mise en forme d'un autre article.
Le vallée de Aro  forme une petite localité, qui est en fait une banlieue de la capitale Wellington, située au sud de l’Île du Nord de la Nouvelle-Zélande.

## Toponymie
Elle a pris le nom du cours d’eau, qui initialement s’écoulait là, où est actuellement ‘Epuni Street’.
Le nom maori du ruisseau était initialement ‘Wai-Mapihi’, mais il était appelé habituellement «Te Aro» du fait, qu’il coulait à travers la partie plate de la vallée de Te Aro.

## Situation
La vallée de Aro est constituée de 126 hectares s’étendant entre les collines de la banlieue de Brooklyn jusqu’au sud de la ville de Kelburn, vers le nord avec la zone de Karori, située vers l’ouest et le centre de la banlieue de Te Aro localisée vers l’est.

## Géologie
La plus grande partie de la cité de Wellington consiste dans les restes d’une ancienne pénéplaine avec une expansion plate, qui émergea de la mer, il y a environ 20 millions d’année. Ces terres ont été profondément entaillées par le passage des eaux de ruissellement depuis cette époque et jusqu’à maintenant, descendant des sommets des collines, qui entourent Wellington, indiquant le poids général de l’érosion de la pénéplaine. Durant ce temps, des glissements de terrain importants ont eu lieu, qui sont toujours actifs actuellement. Immédiatement à l’ouest de la vallée de Te Aro, se trouve la  faille de Wellington, courant sur une direction nord-est le long du pied des collines de Te Ahumairangi Hill ou aussi Tinakori Hills (en) et au-delà avec une série de failles se branchent à partir de la faille de Wellington (en).  L’activité le long de ces failles, sur des millions d’années, causa une inclinaison des terres pour créer ces vallées, comprenant la vallée d’Aro   au sud-est de la faille principale. La vallée d’Aro et ses affluents, sont toutes bien protégées du vent avec un sol enrichi par les dépôts alluviaux du passé récent. Les murs de la vallée sont raides par endroits  et est le site de maisons construites sur le terrain accidenté  comme c’est l’habitude dans le secteur de Wellington. La vallée comprend une partie du lit du torrent Wai-Mapihi. Le trajet d'Aro Street  court à travers toute la vallée, allant de Willis Street  à l’est vers  Raroa Road dans l’ouest avec les importantes rues latérales comprenant  Devon Street, Epuni Street, Adams Terrace, Mitchelltown's Holloway Road  et  Taitville's Norway Street. Comme la plupart des régions de Nouvelle-Zélande, et particulièrement lors des mois d’hiver, le côté nord de la vallée est plus à l’ombre que le côté sud, qui est ensoleillé. En 2014, la revue: profil des propriétés, commenta en disant que: « En bref la vallée de  Aro  est froide, terriblement humide et peut être déprimante. Amenez dans vos baguages votre pyjama long, une couverture électrique et ne jamais acheter ou louer une propriété ici si vous n’avez pas dans l’idée de la chauffer »

## Parcs
Un élément particulier de la vallée d’Aro est l’existence du  Aro Park , qui est le site de l’ancienne école:Matauranga. Le Parc fut autrefois connu sous le nom de Seed's Hill, d’après le nom d’un des premiers résidents (en 1864). Dans les années récentes, le parc a été étendu et modelé pour former un paysage et il est centré sur les zones de loisirs, spécialement animées lors des nuits d’été et lors des week-ends. Le Centre de la commune de la vallée d’Aro est abrité dans une partie du parc.
La vallée d’Aro est presque entièrement entourée par les parcs de : Polhill Gully Recreation Reserve vers le nord-ouest et le sud-ouest, de Tenera Reserve et Central Park vers le sud-est. La Reserve Polhill  à l’extrémité ouest d’Aro Street, est supposée avoir été dénommée selon le nom d’un des premiers colons, un géomètre venant de Cornouaille en Angleterre.
Au milieu des années 1840, une garnison des troupes britanniques fut stationnée sur la berge supérieure de ce petit ravin, pour protéger le flanc sud de la ville des mouvements des maoris hostiles.
L’effectif de la troupe a grossi jusqu’à atteindre vers les années 1845 et 1846200 officiers et hommes de troupe.
Vers 1870, les troupes britanniques ont quitté le pays et encouragé l’autodéfense coloniale.
Dans les années 1960, l’Université Victoria considéra Polhill Gully et Holloway Road comme un site potentiel pour sa propre expansion et commença à acheter les maisons, mais vers les années 1970, les plans furent activement avancés avec une nouvelle génération de résidents de Mitchelltown», qui louèrent les maisons des alentours en mauvais état  et par d’autres, qui envisageaient la restauration de Polhill Gully  comme habitat de la vie sauvage et pour des usages de divertissements.  Discussions, protestations et critiques se succédèrent pendant plusieurs années, et l’université abandonna finalement ses plans initiaux au début des années 1980.  Polhill Gully devint la Reserve de loisirs du conseil de la cité de Wellington en 1989.  Aujourd’hui la réserve est un équipement attractif utilisé dans la semaine par plus d’un millier de cyclistes, de coureurs et de promeneurs.
Elle est aussi fréquentée par les oiseaux du fait de la proximité du parc de la vie sauvage de Zealandia—comprenant de nombreux tui et  Nestor superbe ou kaka, et occasionnellement les Méliphage carillonneur ou bellbird,  Gérygone de Nouvelle-Zélande ou grey warbler,  Miro de Garnot ou North Island robin et des Créadion rounoir ou saddleback.

## Histoire

### Présence des Maoris
Les premiers occupants tribaux de la vallée d’Aro comprenait les Iwi Ngati Mutunga, le Ngati Ruanui (en), Ngai Tara et les Ngati Mamoe (en). 
Dans les années 1830, les Taranaki Atiawa s’installèrent dans la partie ouest.
Le torrent lui-même était une source importante de nourriture pour les Maoris.
Il était appelé Waimapihi en Maori: le torrent ou plage de baignade de Mapihi, une chefferie locale des descendants des Iwi Ngai Tara et des Ngati Mamoe (en). 
Ces petites communautés s’adaptèrent du mieux qu’ils purent, à la présence de l’afflux des colons britanniques, qui commença en 1840, mais ils prirent un  coup  en 1855, quand un tremblement de terre prit naissance dans les terres basses drainant le marécage et interrompant leur principale source à la fois d’inondations périodiques mais aussi de culture du lin important pour leur commerce. 
Ces infortunes se combinaient avec des maladies contagieuses, entraînèrent des migrations pour revenir vers la région de Taranaki pour s’y réinstaller sur des terres ayant été auparavant sources des conflits, surtout sous la pression des colons revendiquant ces terres, qui entraînèrent ainsi graduellement l’effondrement de la population Māori de Te Aro .

### Colonisation européenne
Ces terres étaient initialement en 1839, une partie des achats de la Compagnie de Nouvelle-Zélande.
Elles furent le siège du premier développement pour les classes actives  des colons de Wellington, qui devinrent les résidents dans la banlieue aux alentours de 1860.
La vallée d’Aro est caractérisée par des lots  ( simples parcelles):petits et étroites avec des maisons construites en bois ou en tôles ondulées.
Sur le plan de la ville de Wellington de 1840, la vallée d’Aro était constituée de ‘Wordswo rth, Aro  et  Epuni Streets , ainsi que St John Street , qui relie  Aro Street  et ce qui devint célèbre sous le nom de: The Terrace , parmi l’une des 13 zonesaccessibles en pleine propriété disponibles pour les colons européens avec les 9 lots, qui étaient situées dans Epuni Street . 
La ville européenne grossit  ainsi à partir du moment où les Maoris, quittèrent le secteur, comprenant en particulier le chef des Te Ati Awa, qui retourna dans la région de Taranaki dans les années 1850 à 1860.
Mais en 1855, lors de l’ouverture du  Old Bullock Track , l’essentiel de la vallée devint une route d’accès pour les colons vers le secteur de Karori (la seule autre route vers Karori suivait ce qui est maintenant Glenmore Street à partir de la banlieue de Thorndon).
Le principal acteur du développement de Devon street  au nord de la vallée d’Aro fut William Adams, qui venait du conté de Devon dans le sud de l’Angleterre.
Il acheta des terres à cet endroit en 1885 et certaines des maisons construites là furent occupées par ses fils et petits-fils.

## Accès
Un tram électrique fut ouvert en 1904 allant de Aro St vers la station de la gare de Wellington (en) via le centre-ville et fonctionna jusqu’en 1957.
Dans les années 1960, le journal : The Evening Post (en) décrivait   Holloway Road  (une rue initialement connue comme Mitchelltown , à l’angle ouest de la vallée d’Aro)  comme " des escaliers affaissés  avec la majeure partie de la bande de roulement pourrie", conduisant à « un relâchement, des portes ouvertes et des pièces humides et moisies, où les vitres des fenêtres cassées crissaient sous les pas».

## Éducation
L’école de Matauranga est une école primaire, progressiste, qui fut installée par Marie Bell avec l’aide des parents, dans la vallée d’Aro en 1963.
Elle fut une pionnière de la méthode du free-play de scolarisation pré-scolaire en Nouvelle-Zélande.
En 1967, elle devint une école primaire complète.
L’école ferma en 1982 après le départ de Marie Bell et d’un autre enseignant.

## Évolution
L’embourgeoisement (gentrification) affecta la vallée d’Aro dans les années 1970, stimulée par le renouvellement urbain et l’urbanisme (le mouvement Comprehensive Urban Renewal Area ou CURA), après le rejet de la proposition de transformer la vallée en une route constituant une artère principale, elle devint une banlieue désirable pour sa proximité du centre de Wellington et développa un esprit notable de communauté. 
Le conseil de la communauté de la vallée Aro fut mis en place en 1978 et fut suivi par la construction du centre de la communauté de la vallée d’Aro.
En 1974, les toilettes publiques d’Aro Street furent la scène d’un drame psychologique à la russe (Russian spy drama), quand l’économiste, historien et écrivain Bill Sutch (en), fut arrêté et accusé d’avoir tenté de faire passer des informations classées secrètes à l’Union soviétique. 
Il fut plus tard acquitté.
La valeur d’héritage du secteur provient du fait qu’il contient la plus grande collection de maisons ouvrières non modifiées de Wellington, certaines ayant été construites par des commerçants pour leurs employés, de nombreuses d’entre elles étant reprises par des professionnels du bâtiment et des développeurs pour en faire des investissements spéculatifs. De nombreux bâtiments utilisés comme commerces le long d’Aro Street sont protégés par l’inscription sur la liste du patrimoine de la cité de Welllington.

## Sociologie
La Vallée rejoint aussi certaines parties de l’Université Victoria de Wellington (principalement dans le nord), et un grand nombre des résidents de la Vallée étudient ici ou plus loin, à la Université Massey vers l’est.
Malgré l’embourgeoisement parfois connue sous le vocable de gentrification ou  yuppification  de la banlieue, elle tire sa réputation d’une certaine radicalisation politico-sociale.
Le secteur a un conseil de communauté puissance faisant campagne pour une grande variété de thèmes comme l’élimination de l’utilisation des sacs en plastique dans les magasins locaux.
Alexandra Hollis a écrit dansle magazine Salient (en) que  bien qu'Aro est une enclave libérale, et bohème, elle est aussi très consciente de sa réputation.

## Politique
Bizarrement, le secteur a la réputation d’un certain radicalisme politique et pour un rapport extra légal, qui donne de l’ombre.

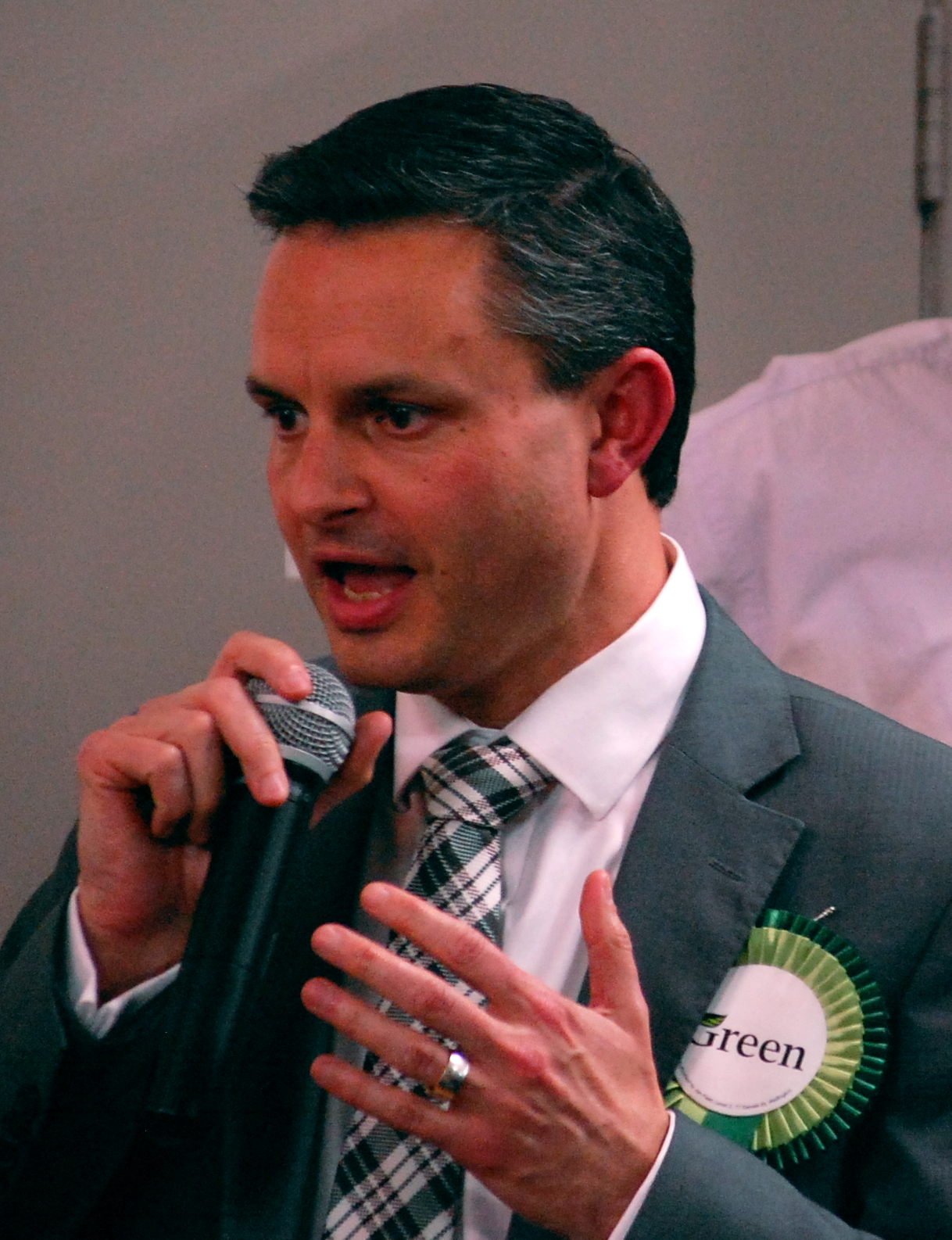
Député vert James Shaw parlant lors d’un meeting comme candidat pour la vallée de Aro en 2014 Aro.Shaw vivait aussi dans la vallée d’Aro

Politiquement la vallée d’Aro est devenue le fief ou le centre spirituel du Parti des verts.
Lors des élections générales de 2011 en Nouvelle-Zélande, le centre de la communauté de la vallée d’Aro était le bureau de vote ayant le plus grand nombre de bulletins du pays pour le  Green Party  (619), et aussi parmi les bureaux de vote en tête en termes de % pour les Verts avec 44 %.
Avant chaque élection générale, les candidats tiennent des réunions dans le hall de la communauté de la vallée d’Aro.
L’atmosphère des meetings peut être intimidante pour les candidats, qui font souvent face à un chahut de la part de l’audience.

## Éducation

### Zones de recrutement scolaire
La vallée d’Aro  est située dans la zone de recrutement des 
- Wellington College de garçons (en),
- collège de filles de Wellington (en),
- Wellington High School (en),
- Collège de filles de l’est de Wellington (en),
- St Oran's College et
- Te Aro School[13].

### École de Te Aro
- L’école de «Te Aro», est située au niveau de la zone de The Terrace .

C’est une école multiculturelle, non intégrée au système scolaire d’état.
En 2014, elle avait un effectif de 216 élèves.
Elle a un taux de décile de 10 pour 2015. 
L’école fut fondée en 1854 et ouverte à tous les enfants allant des  années 1 à 8. 
Le Principal actuel est  Sue Clement.

### École pré-scolaire d’Aro Valley
L’école maternelle de  Aro Valley Pre-School  est une école pour les jeunes enfants des immeubles situés près du Centre communautaire d’Aro et d’Aro Park.
La maternelle accueille des enfants de  3 et 4 ans  avec parfois certains plus jeunes mais accompagnés de leurs parents.
Une fois par semaine, elle facilite aussi une animation pour les enfants de moins de  3 ans.

### Caractéristiques remarquables de la banlieue

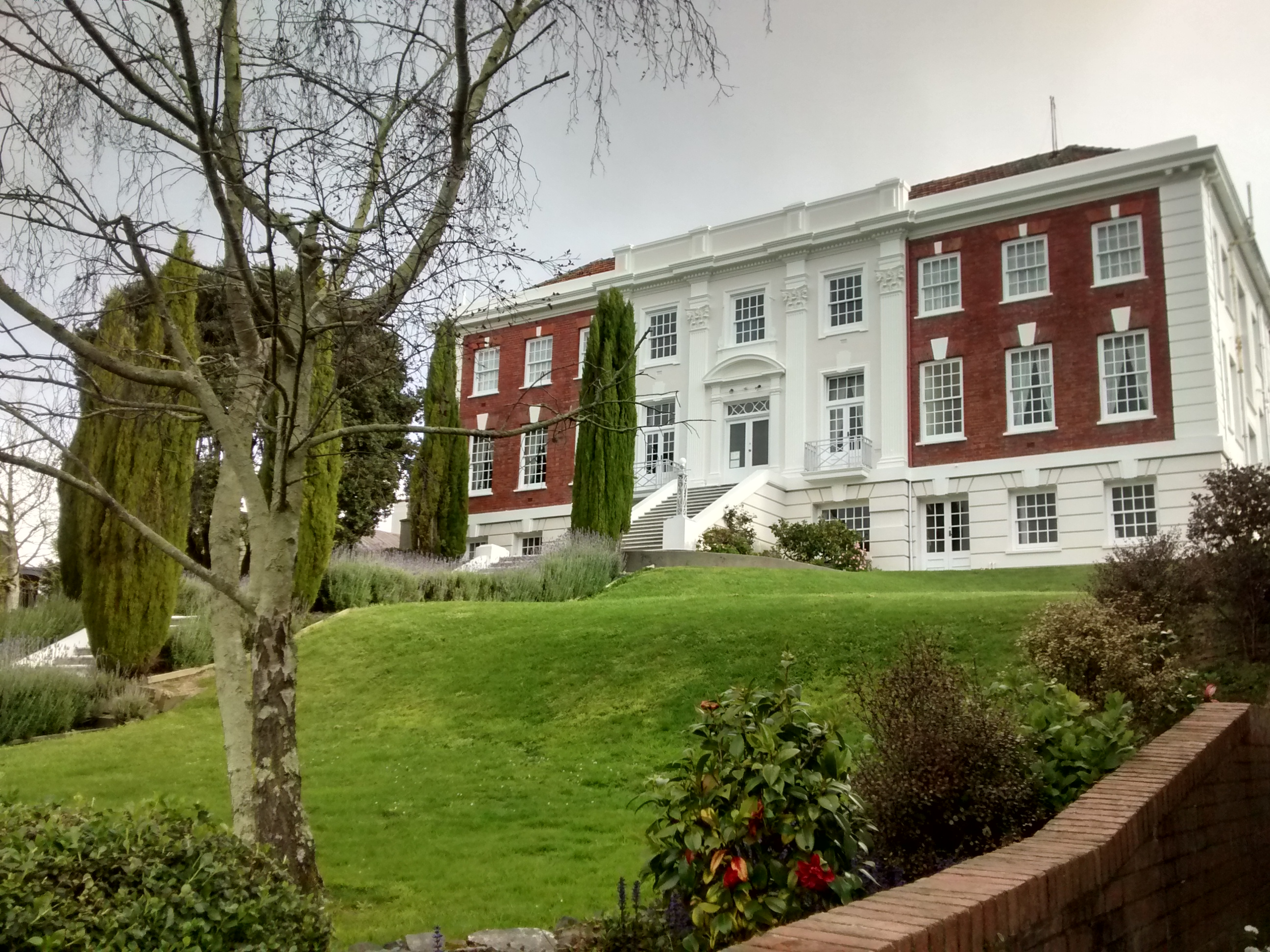
L’école de Philosophie pratique sur Aro Street

- L’Aro Valley Community Centre est un complexe avec des espaces publiques et une école maternelle située sur l’ancien site le l’école de la  Holy Family School ) et le site autours de  Aro park  est le siège du  Annual Aro Valley Fair and Arolympics .
- William Booth Memorial Training College (en) (autrefois un établissement de formation des officiers de l’Armée du salut, qui est maintenant une école de philosophie pratique)
- Mickey Mouse Motors (mis en évidence dans le film Goodbye Pork Pie a cessé de fonctionner en 2003, et est maintenant la micro-brasserie Garage Project[19]
- Mitchelltown War Memorial (à l’extrémité Ouest d’Aro Street)[20])
- Lola le fameux chat de la vallée d’Aro (avec sa propre page Facebook)[21].